# Камчатский государственный университет
Камча́тский госуда́рственный университе́т имени Ви́туса Бе́ринга (КамГУ им. Витуса Беринга) — высшее учебное заведение в Петропавловске-Камчатском. Основан в 1958 году.

## История
Основан постановлением Совета министров РСФСР в 1958 году как Камчатский государственный педагогический институт на базе педагогического училища.
31 октября 2000 года в соответствии с приказом Министерства образования Российской Федерации переименован в Камчатский государственный педагогический университет (КГПУ). В 2005 году переименован в Камчатский государственный университет. В 2006 году переименован в КамГУ имени Витуса Беринга.

## Структура
Структура университета включает в себя три факультета, девять кафедр и одно отделение
Факультет естественных и технических наук
- Кафедра математики и информатики
- Кафедра биологии и наук о Земле

Факультет общественных и гуманитарных наук
- Кафедра иностранных языков и переводоведения
- Кафедра экономики, менеджмента и туризма
- Кафедра юриспруденции

Психолого-педагогический факультет
- Кафедра  практической и теоретической психологии
- Кафедра истории и философии
- Кафедра русской филологии
- Кафедра педагогики

Отделение среднего профессионального образования